# Lucas Sebastián Haedo
Lucas Sebastián Haedo (n. a 18 de abril de 1983 em Chascomús, Buenos Aires), é um ciclista profissional argentino. Seu irmão maior Juan José também é ciclista profissional e ambos são filhos de Juan Carlos Haedo, ex ciclista argentino das décadas de 70 e 80.

## Trajectória
Especialista no sprint, Lucas Sebastian Haedo correu na sua temporada de aficionado ao mesmo tempo em carreiras da América do Sul e Espanha. Ganhou duas etapas da Volta a Leão em 2005 e uniu-se ao ano seguinte à equipa estadounidense Rock Racing onde só esteve uns poucos meses para finais de ano. Em 2007, assinou com a equipa de Colavita-Sutter Home presented by Cooking Light, com o que ganhou a U.S. Air Force Cycling Classic impondo-se aos ciclistas Kyle Wamsley e Alex Candelario.
Em 2009, ganhou a segunda etapa do Tour de San Luis, com final de montanha no Mirador del Potrero, ao impor a seus colegas de fuga Magno Nazaret do Prado e Alfredo Lucero. Levou o maillot de líder da classificação geral um dia, mas cedeu-o em benefício de Lucero, quem ganhou a classificação geral final. Durante essa temporada, obteve vários lugares de honra nas etapas sprint do Volta à Califórnia e do Tour de Missouri.
No ano 2010 integrou-se à equipa dinamarquês Saxo Bank Sungard onde já se encontrava o seu irmão Juan José. Ali desempenhou-se em maior medida como lanzador.

### Temporada de 2011
Sebastián perdeu grande parte da temporada quando teve que abandonar a Paris-Nice depois de ser atropelado por uma moto. Ao momento que pôde se recuperar não tinha suficientes carreiras para que possa retomar ritmo de concorrência.
Participou do Campeonato Mundial de Ciclismo em Estrada em onde devia assistir ao seu capitão e irmão, Juan José, mas novamente sofreu uma queda que lhe impediu terminar a prova. A 5 de dezembro de 2018 anunciou a sua retirada do ciclismo depois de doze temporadas como profissional e com 35 anos de idade.

## Palmarés
2007
- 1 etapa da International Cycling Classic

2008
- U.S. Air Force Classic

2009
- 1 etapa do Tour de San Luis
- 1 etapa do Tour de Elk Grove

2014
- 1 etapa do Tour da Tailândia

2015
- 1 etapa do Tour de Gila

2016
- 1 etapa da Joe Martin Stage Race
- 2 etapas da Volta à Colômbia

2017
- 1 etapa da Joe Martin Stage Race

## Resultados nasGrandes Voltas
| Carreira        | 2010 | 2011 | 2012 | 2013 | 2014 | 2015 | 2016 | 2017 | 2018 |
| --------------- | ---- | ---- | ---- | ---- | ---- | ---- | ---- | ---- | ---- |
| Giro d'Italia   | 128º | -    | 128º | -    | -    | -    | -    | -    | -    |
| Tour de France  | -    | -    | -    | -    | -    | -    | -    | -    | -    |
| Volta a Espanha | -    | -    | -    | 139º | -    | -    | -    | -    | -    |

-: não participa 

Ab.: abandono